# Ateuchus myrmecophilum
Ateuchus myrmecophilum är en skalbaggsart som beskrevs av Antoine Boucomont 1935. Ateuchus myrmecophilum ingår i släktet Ateuchus och familjen bladhorningar. Inga underarter finns listade.